# Stichophthalma mathilda
Stichophthalma mathilda är en fjärilsart som beskrevs av Janet 1905. Stichophthalma mathilda ingår i släktet Stichophthalma och familjen praktfjärilar. Inga underarter finns listade i Catalogue of Life.